# Colin Davis (pilote automobile)
Pour les articles homonymes, voir Colin Davis et Davis.
Pas d'image ? Cliquez ici
Colin Charles Houghton Davis, né le 29 juillet 1933 à Marylebone en Londres au Royaume-Uni et mort le 19 décembre 2012 à Oranjezicht en Afrique du Sud, est un pilote automobile britannique. 

## Biographie
Fils du Bentley Boy Sammy Davis (vainqueur des 24 Heures du Mans 1927), Colin Davis a également fait carrière dans le sport automobile, essentiellement en Italie. En 1958, il décroche l'indice de performance et la victoire de catégorie aux 24 Heures du Mans 1958 avec l'argentin Alejandro de Tomaso sur une petite O.S.C.A. Sport 750 TN. Il compte à son actif deux participations à des manches du championnat du monde de Formule 1, avec comme meilleur résultat une onzième place au Grand Prix d'Italie 1959, au volant d'une Cooper-Maserati de la Scuderia Centro Sud. Il a également piloté avec un certain succès en endurance et a notamment remporté la Targa Florio en 1964 au volant d'une Porsche 904 GTS. 
Marqué par la mort accidentelle de plusieurs amis pilotes, il avait mis un terme à sa carrière en 1967.

## Résultats en championnat du monde de Formule 1
| Saison | Écurie                            | Châssis     | Moteur              | Pneus   | GP disputé    | Résultat    | Points inscrits | Classement |
| ------ | --------------------------------- | ----------- | ------------------- | ------- | ------------- | ----------- | --------------- | ---------- |
| 1958   | OSCA Automobili                   | OSCA F2     | O.S.C.A. 4 en ligne | Pirelli | Argentine     | Forfait     | 0               | non classé |
| 1959   | Scuderia Centro Sud               | Cooper T51  | Maserati 4 en ligne | Dunlop  | France Italie | Abandon 11e | 0               | non classé |
| 1962   | Scuderia SSS Republica di Venezia | Porsche 718 | Porsche 4 à plat    | Dunlop  | Allemagne     | Forfait     | 0               | non classé |